# 登録記念物

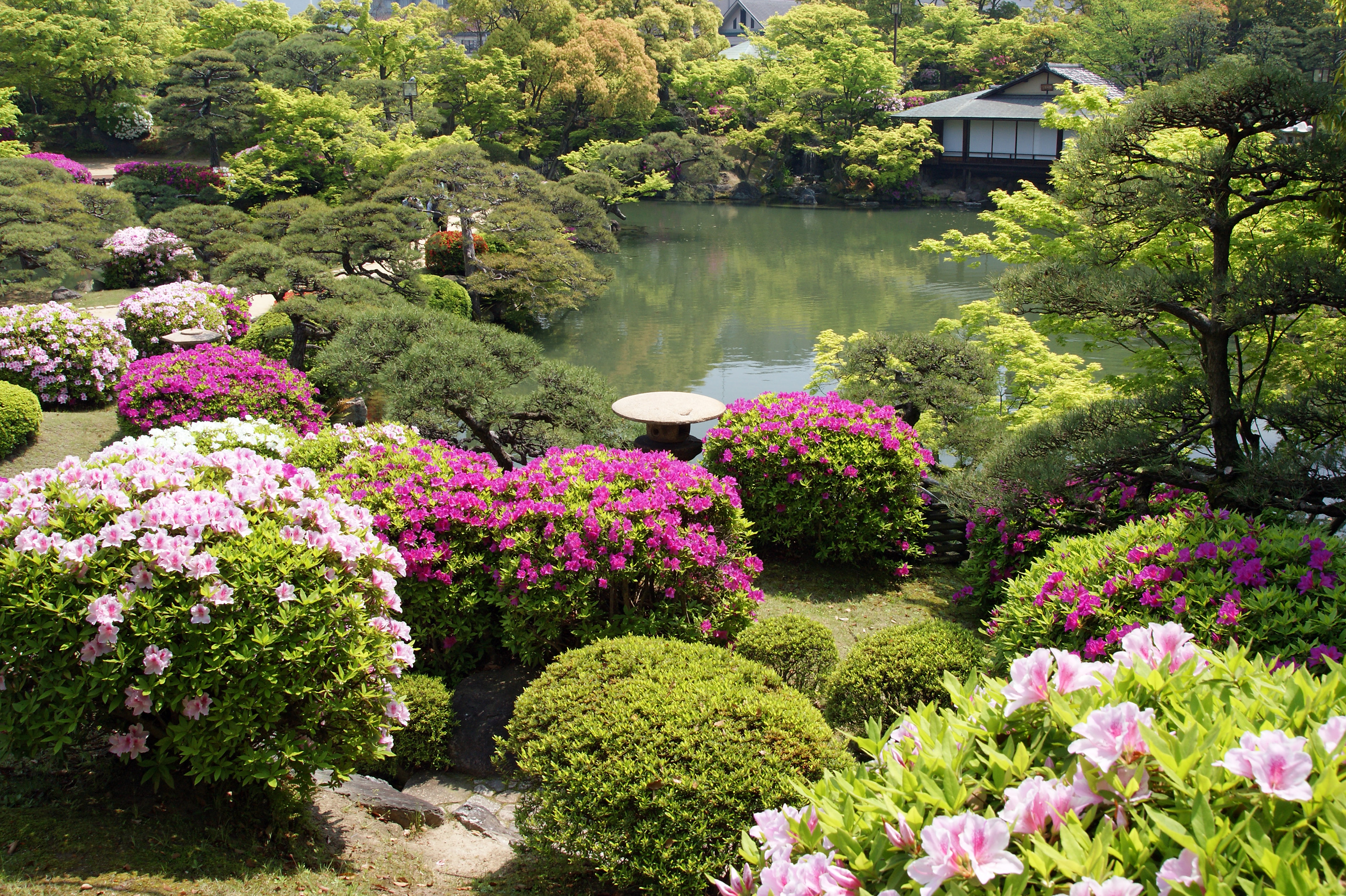
登録記念物第1号「相楽園」神戸市

登録記念物（とうろくきねんぶつ）は、日本の文化財保護法に基づき、文部科学大臣によって登録された、保存及び活用のための措置が特に必要とされる記念物。

## 概要

### 登録制度創設の背景
文化財保護法では、「記念物」は、文化財のうちの
1. 貝塚、古墳、都城跡、城跡、旧宅その他の遺跡で我が国[注釈 1]にとつて歴史上又は学術上価値の高いもの
2. 庭園、橋梁、峡谷、海浜、山岳その他の名勝地で我が国[注釈 1]にとつて芸術上又は観賞上価値の高いもの
3. 動物（生息地、繁殖地及び渡来地を含む。）、植物（自生地を含む。）及び地質鉱物（特異な自然の現象の生じている土地を含む。）で我が国[注釈 1]にとつて学術上価値の高いもの

の3種のものであると定義されており（第2条第1項第4号）、このような記念物のうち重要なものを指定する制度として、史跡・名勝・天然記念物が定められている。
しかしながら、近代の産業遺産のように、その文化財としての評価がまだ定まっていない記念物については、近年、保護の必要性が叫ばれているにもかかわらず、「重要なもの」であることを要件とする既存の、史跡・名勝・天然記念物の指定を受けて充分な保護を図ることは困難であった。
一方、すでに文化財のうちの記念物とは他のジャンルにあたる有形文化財については、1996年（平成8年）の文化財保護法改正で、従来の重要文化財の指定制度を補完するものとして、建造物を対象に登録有形文化財の登録制度が設けられ、近代以降の建造物の保護に成果を上げてきた。
そこで、2004年（平成16年）の文化財保護法の改正において、記念物についても、登録有形文化財制度に倣って新たに登録記念物の制度を設け、保存及び活用のための措置が特に必要とされる記念物を登録し、広くその保護を図ることとした（第132条）。
なお、この改正では、建造物以外の有形文化財、すなわち、美術工芸品関係にも登録制度を設けるとともに、有形民俗文化財についても同様に登録有形民俗文化財として登録制度が設けられた。

### 登録の対象
登録記念物は記念物を対象とするものであるが、国が指定している史跡・名勝・天然記念物または地方公共団体が指定している史跡等の文化財は、登録記念物としての登録の対象から除外される。これは、登録記念物の登録制度が、史跡・名勝・天然記念物の指定制度を補完するという性格を有するためである。
また、登録記念物として登録された後に、その登録記念物が国の史跡・名勝・天然記念物の指定を受けた場合または地方公共団体の史跡等の文化財として指定を受けた場合は、登録記念物としての登録は抹消される。ただし、地方公共団体の史跡等の文化財として指定を受けた場合において、その登録記念物について、その保存及び活用のための措置を講ずる必要があり、かつ、その所有者の同意がある場合は、例外的に登録を抹消しないことができる（第133条の規定で準用する第59条第2項ただし書）。
2006年（平成18年）1月26日には、登録記念物の最初の登録物件として、「函館公園」（北海道函館市）、「再度公園及び再度山永久植生保存地」（兵庫県神戸市）、「相楽園」（兵庫県神戸市）の3件が登録された。なお、このうち「再度公園及び再度山永久植生保存地」は、2007年（平成19年）2月6日に、名勝に指定されたため、現在は登録記念物ではなくなっている。

### 登録の基準
「登録記念物登録基準」（平成17年文部科学省告示第46号）では、文化財登録原簿に登録する記念物の基準を次のように定めている。
遺跡関係
政治、経済、文化、社会に関する遺跡その他の遺跡（史跡及び文化財保護法第182条第2項に規定する指定を地方公共団体が行っているものを除く。）のうち、原則として近代までのものであり、かつ、次の各号いずれかに該当するもの
1. 我が国[注釈 1]の歴史を理解する上で重要なもの
2. 地域の歴史の特徴を表しているもの
3. 歴史上の人物等に関するもの

名勝地関係
公園、庭園その他の名勝地（名勝及び文化財保護法第182条第2項に規定する指定を地方公共団体が行っているものを除く。）のうち、原則として人文的なものにあっては造成後50年を経過したもの又は自然的なものにあっては広く知られたものであり、かつ、次の各号いずれかに該当するもの
1. 造園文化の発展に寄与しているもの
2. 時代を特徴づける造形をよく遺しているもの
3. 再現することが容易でないもの

動物、植物及び地質鉱物関係
動物、植物及び地質鉱物（天然記念物及び文化財保護法第182条第2項に規定する指定を地方公共団体が行っているものを除く。）のうち、国土の成り立ち、自然の特徴又は人と自然の関わりを知る上で重要なものであり、かつ、次の各号いずれかに該当するもの
1. 我が国[注釈 1]において作り出された飼養動物及び飼育地
2. 我が国[注釈 1]において作り出された栽培植物及び生育地
3. 動物、植物並びに岩石、鉱物及び化石の標本
4. 前3号に掲げるもの以外の地域独特の自然物又は自然現象

## 国の登録記念物一覧
2025年3月現在、次の137件が登録されている。

### 遺跡関係
- 会津飯盛山白虎隊士墳墓域（福島県会津若松市）- 2019年2月26日登録
- 二ヶ領用水（神奈川県川崎市）- 2020年3月10日登録
- 曽屋水道（神奈川県秦野市）- 2017年10月13日登録
- 立山砂防工事専用軌道（富山県中新川郡立山町） - 2006年7月28日登録
- 徳島堰（山梨県韮崎市、南アルプス市） - 2022年11月10日登録
- 立梅用水（三重県松阪市、多気郡多気町） - 2014年10月6日登録
- 雲原砂防関連施設群（京都府福知山市） - 2006年7月28日登録
- 菊池海荘宅跡（和歌山県有田郡湯浅町）-2024年10月11日登録
- 南海地震徳島県地震津波碑（徳島県徳島市、小松島市、阿南市、那賀郡那賀町、海部郡美波町、牟岐町、海陽町）- 2017年10月13日登録
- 穂積橋（愛媛県宇和島市）- 2018年2月13日登録
- 平敷屋製糖工場跡（沖縄県うるま市）- 2015年1月26日登録
- 沖縄県鉄道与那原駅跡（沖縄県島尻郡与那原町）-2017年10月13日登録

### 名勝地関係及び遺跡関係
- 岡倉天心旧宅・庭園及び大五浦・小五浦（茨城県北茨城市）- 2014年3月18日登録

### 名勝地関係
北海道・東北
- 函館公園（北海道函館市）- 2006年1月26日登録
- 鳴海氏庭園（青森県黒石市）- 2007年7月26日登録
- 旧菊池氏庭園（弘前明の星幼稚園庭園）（青森県弘前市）- 2007年7月26日登録
- 揚亀園（青森県弘前市）- 2007年7月26日登録
- 丹藤氏庭園（旧三上氏庭園）（青森県弘前市）- 2019年2月26日登録
- 旧南部氏別邸庭園（岩手県盛岡市）- 2014年3月18日登録
- 南昌荘庭園（岩手県盛岡市）- 2015年1月26日登録
- 盛合氏庭園（岩手県宮古市）- 2012年1月24日登録
- 会津東山温泉向瀧庭園（福島県会津若松市）-2024年10月11日登録

関東
- 岡山氏庭園（養浩園）（茨城県常陸大宮市）- 2022年11月10日登録
- 巖華園（栃木県足利市）- 2007年2月6日登録
- 物外軒庭園（栃木県足利市）- 2008年3月28日登録
- 新藤氏庭園（栃木県足利市）- 2016年3月1日登録
- 宇都宮大学庭園（栃木県宇都宮市）-2017年10月13日登録
- 旧山崎氏別邸庭園（埼玉県川越市）- 2011年2月7日登録
- 野田市市民会館（旧茂木佐平治氏）庭園（千葉県野田市）- 2008年7月28日登録
- 旧吉田氏庭園（千葉県柏市）- 2012年9月19日登録
- 染谷氏庭園（千葉県柏市）- 2020年3月10日登録
- 国立西洋美術館園地（東京都台東区）- 2009年7月23日登録
- 菊池氏茶室（礀居）庭園（東京都港区）- 2017年2月9日登録
- 山下公園（神奈川県横浜市中区）- 2007年2月6日登録
- 日本大通り（神奈川県横浜市中区）- 2007年2月6日登録
- 横浜公園（神奈川県横浜市中区）- 2007年2月6日登録
- 恩賜箱根公園（神奈川県足柄下郡箱根町）- 2013年8月1日登録
- 強羅公園（神奈川県足柄下郡箱根町）- 2013年8月1日登録

中部
- 旧石崎氏庭園（石泉荘庭園）（新潟県新発田市）- 2011年9月21日登録
- 魚津浦の蜃気楼（御旅屋跡）（富山県魚津市）- 2020年3月10日登録
- 法師庭園（石川県小松市）- 2022年11月10日登録
- 坪川氏庭園（福井県坂井市）- 2007年2月6日登録
- 花筐公園（福井県越前市）- 2007年7月26日登録
- 七里岩（山梨県韮崎市）- 2015年10月7日登録
- 旧山寺常山氏庭園（長野県長野市）- 2008年7月28日登録
- 大木氏庭園（長野県長野市）- 2008年7月28日登録
- 象山神社園池（長野県長野市）- 2008年7月28日登録
- 野中氏庭園（長野県長野市）- 2008年7月28日登録
- 今井氏庭園（長野県長野市）- 2014年10月6日登録
- 半田氏庭園（長野県長野市）- 2014年10月6日登録
- 宮澤氏庭園（長野県長野市）- 2014年10月6日登録
- 長峯氏庭園（旧河原氏庭園）（長野県長野市）- 2020年3月10日登録
- 興禅寺庭園（看雲庭）（長野県木曽郡木曽町）- 2019年2月26日登録
- 曽根氏庭園（磁叟庵庭園）（岐阜県瑞浪市）- 2016年10月3日登録
  - 平成28年に岐阜県内で初めて登録[4]。1927年（昭和2年）に完成した伝統的な日本庭園で、かつて窯業関係者の社交場として使われ、邸宅を含む敷地面積は約888平方メートル[4]。
- 帯笑園（静岡県沼津市）- 2012年9月19日登録
- 十国峠（日金山）（静岡県熱海市・田方郡函南町）- 2016年3月1日登録
- 鶴舞公園（愛知県名古屋市昭和区・中区）- 2009年7月23日登録
- 旧林氏庭園（愛知県一宮市）- 2019年10月16日登録

近畿
- 横山氏庭園（三重県三重郡菰野町）- 2020年3月10日登録
- 近江八景（三井晩鐘）（滋賀県大津市）- 2009年2月12日登録
- 近江八景（堅田落雁）（滋賀県大津市）- 2009年2月12日登録
- 松樹館庭園（滋賀県東近江市）-2021年10月11日登録
- 旧中西氏庭園（大阪府吹田市）- 2013年8月1日登録
- 旧西尾氏庭園（大阪府吹田市）- 2013年8月1日登録
- 南氏庭園（大阪府阪南市）- 2014年10月6日登録
- 和泉市久保惣記念美術館茶室庭園（大阪府和泉市）- 2021年3月26日登録
- 日本万国博覧会記念公園日本庭園（大阪府吹田市） -2024年10月11日登録
- 相楽園（兵庫県神戸市中央区）- 2006年1月26日登録
- 東遊園地（兵庫県神戸市中央区）- 2011年9月21日登録
- 小河氏庭園（兵庫県三木市）- 2007年2月6日登録
- みとろ苑庭園（兵庫県加古川市）- 2007年7月26日登録
- 梶原氏（西梶原）庭園（兵庫県姫路市）- 2008年3月28日登録
- 明神山（送迎山）（奈良県北葛城郡王寺町）- 2025年3月10日登録
- 光臺院庭園（和歌山県伊都郡高野町）- 2010年2月22日登録
- 西禅院庭園（和歌山県伊都郡高野町）- 2010年2月22日登録
- 正智院庭園（和歌山県伊都郡高野町）- 2010年2月22日登録
- 本覚院庭園（和歌山県伊都郡高野町）- 2010年2月22日登録
- 桜池院庭園（和歌山県伊都郡高野町）- 2010年2月22日登録
- 光臺院書院庭園（和歌山県伊都郡高野町）-2017年10月13日登録

中国
- 石谷氏庭園（鳥取県八頭郡智頭町）- 2008年3月28日登録
- 小川氏庭園（鳥取県倉吉市）- 2010年8月5日登録
- 摩尼山（鳥取県鳥取市）- 2016年10月3日登録
- 丸井氏庭園（鳥取県倉吉市）- 2025年3月10日登録
- 亀井氏庭園（島根県鹿足郡津和野町）- 2008年7月28日登録
- 岡崎氏庭園（島根県鹿足郡津和野町）- 2013年8月1日登録
- 財間氏庭園（島根県鹿足郡津和野町）- 2013年8月1日登録
- 田中氏庭園（島根県鹿足郡津和野町）- 2013年8月1日登録
- 椿氏庭園（島根県鹿足郡津和野町）- 2013年8月1日登録
- 絲原氏庭園（島根県仁多郡奥出雲町）- 2018年10月15日登録
- 嫁ケ島（蚊島）（島根県松江市）- 2021年3月26日登録
- 旧梶村氏庭園（岡山県津山市）- 2012年1月24日登録
- 清水氏庭園（岡山県笠岡市）- 2023年3月20日登録
- 舩木氏庭園（広島県三原市）- 2011年2月7日登録
- 前垣氏庭園（寿延庭）（広島県東広島市）- 2016年3月1日登録
- 山水園庭園（山口県山口市）- 2015年10月7日登録
- 松田屋ホテル庭園（山口県山口市）- 2017年2月9日登録
- 常盤公園（山口県宇部市）- 2008年7月28日登録
- 漢陽寺庭園（山口県周南市）-2021年10月11日登録

中国および四国
- 瓢箪島（広島県尾道市･愛媛県今治市）- 2013年3月27日登録

四国
- 藤川谷（徳島県三好市）- 2024年2月21日登録
- 増井氏庭園（雲門庵露地）（香川県高松市）- 2013年3月27日登録
- 四十島（ターナー島）（愛媛県松山市）- 2007年2月6日登録
- 八束氏庭園（愛媛県松山市）- 2019年10月16日登録
- 上林の風穴（愛媛県東温市）- 2025年3月10日登録

九州・沖縄
- 大濠公園（福岡県福岡市中央区）- 2007年2月6日登録
- 平田氏庭園（福岡県小郡市）- 2018年2月13日登録
- 旧武雄邑主鍋島氏別邸庭園（御船山楽園）（佐賀県武雄市）- 2010年2月22日登録
- 平和公園（長崎県長崎市）- 2008年7月28日登録
- 旧伊東氏庭園（四明荘庭園）（長崎県島原市）- 2008年7月28日登録
- 白水の滝（大分県竹田市、熊本県高森町）- 2007年7月26日登録
- 蝙蝠の滝（大分県豊後大野市）- 2007年7月26日登録
- 沈堕の滝（大分県豊後大野市）- 2007年7月26日登録
- 旧成清博愛別邸庭園（的山荘庭園）（大分県速見郡日出町）- 2015年1月26日登録
- 平田氏庭園（大分県中津市）- 2019年10月16日登録
- 真玉海岸（大分県豊後高田市）- 2021年3月26日登録
- 鍋山（南屏峡）（大分県豊後高田市）- 2022年3月15日登録
- 黒ヶ浜及びビシャゴ岩（大分県大分市）- 2023年3月20日登録
- 夕日岩屋（大分県豊後高田市）- 2024年2月21日登録
- 朝日岩屋（大分県豊後高田市）- 2024年2月21日登録
- 落門の滝（大分県竹田市）- 2024年2月21日登録
- 穴井戸観音（大分県豊後高田市）- 2025年3月10日登録
- 旧報恩寺庭園（宮崎県日南市）- 2015年1月26日登録
- 旧伊東伝左衛門庭園（宮崎県日南市）- 2015年1月26日登録
- 清水氏庭園（鹿児島県志布志市）- 2007年7月26日登録
- 鳥濱氏庭園（鹿児島県志布志市）- 2007年7月26日登録
- 仲本氏庭園（沖縄県石垣市）- 2012年1月24日登録
- 御神崎（沖縄県石垣市）- 2015年10月7日登録
- 旧仲宗根氏庭園（沖縄県宮古島市）- 2016年10月3日登録
- 津嘉山酒造所庭園（沖縄県名護市）- 2021年3月26日登録
- ハナンダー（自然橋）（沖縄県島尻郡八重瀬町）- 2021年3月26日登録

### 動物、植物及び地質鉱物関係
- 田沢湖のクニマス（標本）（秋田県秋田市、仙北市）- 2008年7月28日登録
- 禅寺丸柿（神奈川県川崎市麻生区）- 2007年7月26日登録
- 震生湖（神奈川県秦野市・足柄上郡中井町）- 2021年3月26日登録
- 市川鉱物研究室収蔵標本（福井県越前市）- 2012年9月19日登録
- マチカネワニ化石（大阪府豊中市）- 2014年10月6日登録
- 菊池川堤防のハゼ並木（熊本県玉名市）- 2007年2月6日登録
- 賀来飛霞標本（宮崎県宮崎市）- 2010年8月5日登録

## 登録が抹消されたもの
- 再度公園及び再度山永久植生保存地（兵庫県神戸市中央区）2006年7月28日登録 - 2007年2月6日、名勝指定のため登録抹消
- 末浄水場の園地（石川県金沢市）2008年7月28日登録 - 2010年2月22日、名勝指定のため登録抹消
- 喜屋武海岸及び荒崎海岸（沖縄県糸満市）2006年7月28日登録 - 2012年9月19日、名勝及び天然記念物指定のため登録抹消
- 棲霞園（長崎県平戸市）2011年9月21日登録 - 2013年10月17日、名勝指定のため登録抹消
- 旧齋藤氏別邸庭園（新潟県新潟市中央区）- 2013年3月27日登録 - 2015年3月10日、名勝指定のため登録抹消
- 長崎原爆遺跡（旧城山国民学校校舎）（長崎県長崎市）- 2013年8月1日登録 - 2016年10月3日、史跡指定のため登録抹消
- 長崎原爆遺跡（浦上天主堂旧鐘楼）（長崎県長崎市）- 2013年8月1日登録 - 2016年10月3日、史跡指定のため登録抹消
- 長崎原爆遺跡（旧長崎医科大学門柱）（長崎県長崎市）- 2013年8月1日登録 - 2016年10月3日、史跡指定のため登録抹消
- 長崎原爆遺跡（山王神社二の鳥居）（長崎県長崎市）- 2013年8月1日登録 - 2016年10月3日、史跡指定のため登録抹消
- 西山氏庭園（大阪府豊中市）- 2008年7月28日登録 - 2019年10月16日、名勝指定のため登録抹消
- 神仙郷（神奈川県足柄下郡箱根町）- 2013年8月1日登録 - 2021年3月26日、名勝指定のため登録抹消
- 牧野記念庭園（牧野富太郎宅跡）（東京都練馬区）- 2009年2月12日登録 - 2023年2月9日、東京都の名勝及び史跡に指定の後、登録抹消
- 小早川氏庭園（長崎県島原市）- 2014年3月18日登録、- 2025年3月10日、「島原城跡」史跡指定のため、2025年5月13日登録抹消